# Synchromisme

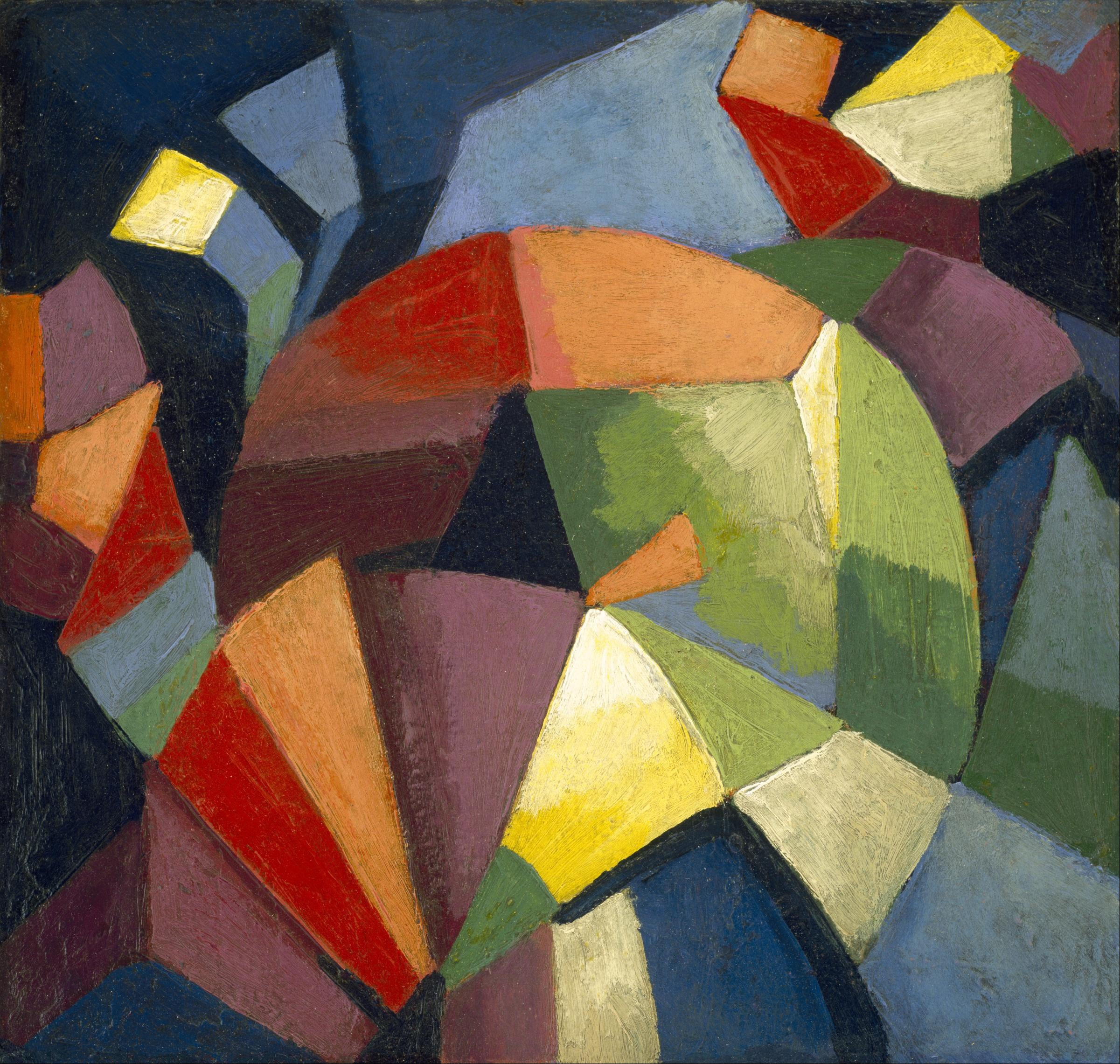
Morgan Russell : Synchromy (1914), musée des Beaux-Arts de Houston.

Le synchromisme, contraction de symphonie et chromatisme, est un mouvement artistique fondé à Paris en 1912 par les artistes américains Stanton Macdonald-Wright (en) (1890-1973) et Morgan Russell (1886-1953). 
Ils fréquentaient ensemble l'atelier du peintre et enseignant canadien Percyval Tudor-Hart (1873-1954), qui résidait à Paris depuis 1903. Ce dernier développait une théorie reliant musique, tonalité et couleurs. Cette théorie pousse Macdonald-Wright et Russell en 1912 à fonder le synchromisme. Ils exposent en juin suivant leurs premières toiles « synchromistes » à Der Neue Kunstsalon de Munich. En octobre, à Paris, la galerie Bernheim-Jeune les exposent à son tour.
Leurs « synchromies » abstraites, basées sur une approche de la peinture qui associait la couleur à la musique, ont été parmi les premières peintures abstraites de l'art américain. Bien qu'il ait été de courte durée et n'ait pas attiré beaucoup d'adhérents, le synchromisme est devenu le premier mouvement artistique d'avant-garde américain à recevoir une attention internationale. L'une des difficultés inhérentes à la description du synchromisme comme un style cohérent est liée au fait que certaines œuvres synchromistes sont purement abstraites tandis que d'autres incluent des motifs figuratifs.

## Expositions
- Synchromism and colour abstraction 1910-1925, Whitney Museum of American Art, 24 janvier-26 mars 1978